# Dumbráva (Kolozs megye)
Dumbráva románul: Custura, falu Romániában, Erdélyben, Kolozs megyében.

## Fekvése
Guga mellett fekvő település.

## Története
Dumbráva korábban Guga része volt 1910-ben 131 lakossal, melyből 119 román, 12 magyar volt. 1956 körül vált külön 85 lakossal. 1966-ban 97, 1977-ben 60, 1992-ben 51, a 2002-es népszámláláskor 43 román lakosa volt.